# Łoje (Kozienice)
Pour les articles homonymes, voir Łoje.
Łoje (prononciation : [ˈwɔjɛ]) est un village polonais de la gmina de Sieciechów dans le powiat de Kozienice de la voïvodie de Mazovie dans le centre-est de la Pologne.
Il se situe à environ 4 kilomètres au nord de Sieciechów (siège de la gmina), 13 kilomètres à l'est de Kozienice (siège du powiat) et à 89 kilomètres au sud-est de Varsovie (capitale de la Pologne).
Le village possède approximativement une population de 175 habitants en 2006.

## Histoire
De 1975 à 1998, le village appartenait administrativement à la voïvodie de Radom.